# Porte-avions d'escorte
Le porte-avions d'escorte (PAE) est un type de porte-avions de petite taille produit durant la Seconde Guerre mondiale. Conçus dans l'urgence pour assurer la protection des convois et pour suppléer le manque de porte-avions d'escadre en assurant une partie de leurs missions d'entraînement et de transport, ces navires assurèrent des missions offensives de plus en plus nombreuses, notamment la conduite de raids contre des objectifs terrestres et les missions d'appui au sol lors des opérations amphibies.
Les premiers porte-avions d'escorte alliés furent obtenus par transformation - au Royaume-Uni puis aux États-Unis -  de navires marchands existant ou en cours de construction. Bien que cela donnait des navires remplis de défauts (hangars trop petits, tenue à la mer insatisfaisante, etc.) ils démontrèrent une utilité certaine et dès 1942, les États-Unis développèrent et produisirent en série de nouveaux modèles conçus dès l'origine pour cette mission. Plus de la moitié des unités construites durant la Seconde Guerre mondiale le furent dans le cadre de ces derniers programmes.
Bâtiments transformés ou neufs, ils étaient construits selon les standards de la marine marchande notamment en ce qui concerne la protection (blindage absent, très peu de cloisonnement de la coque) et les machines de propulsion (autorisant des vitesses typiques des navires marchands, inférieure à 20 nœuds). Ils étaient conçus et armés (très faiblement) pour faire face à la menace des sous-marins, non pour participer à des batailles navales (donc par exemple dotés de grenades sous-marines et non de torpilles), bien que le hasard de la guerre impliqua un groupe de PAE avec succès dans la bataille du golfe de Leyte (engagement de Samar).
La marine américaine les employa encore pendant la guerre de Corée, utilisant ses derniers exemplaires comme transports pendant la guerre du Vietnam.
Le Japon transforma également un certain nombre de navires commerciaux en porte-avions auxiliaires pendant la Seconde Guerre mondiale. les modèles achevés furent surtout utilisés pour l'entraînement ou le transport - par la marine mais également par l'armée de terre.

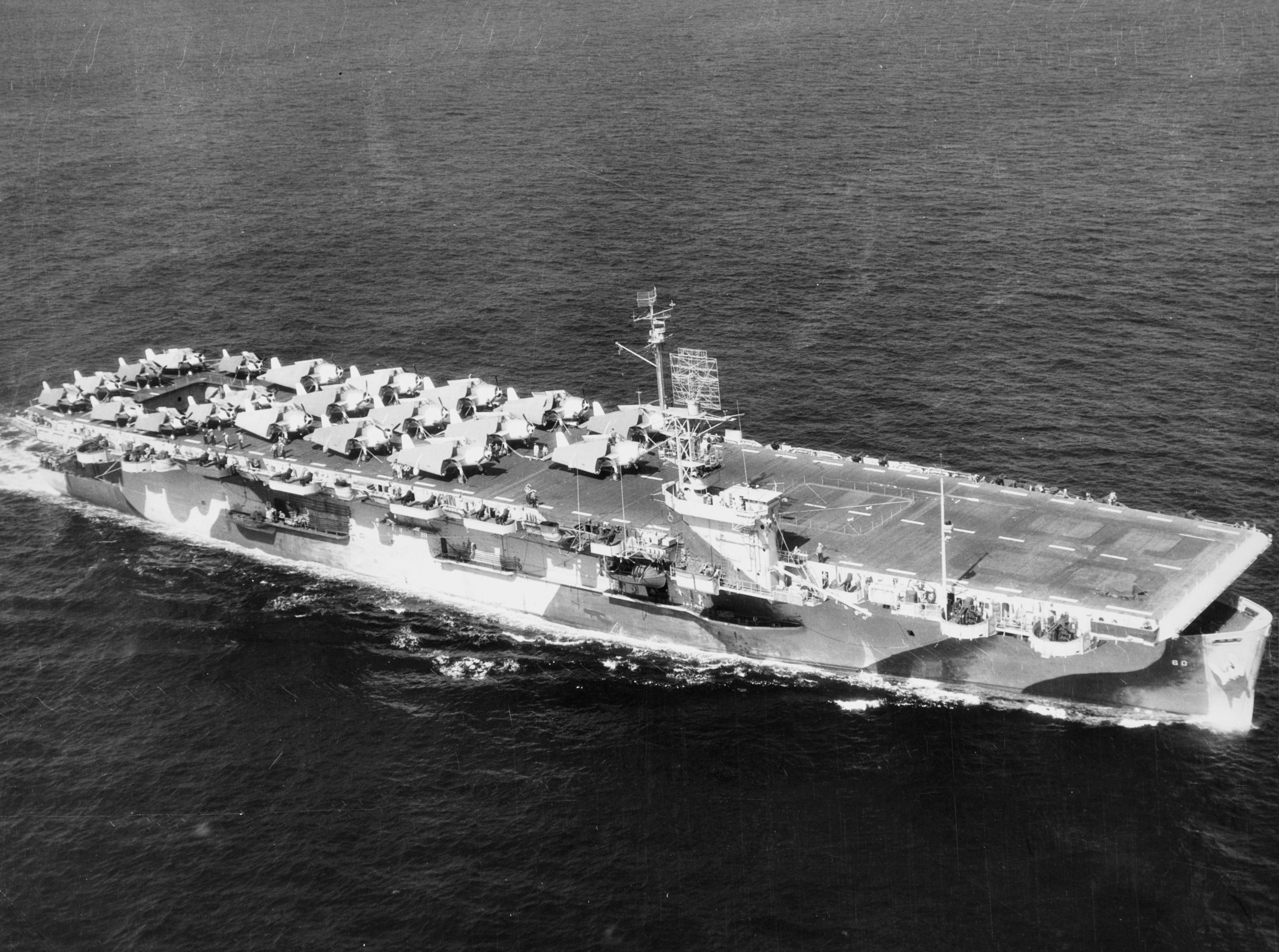
Le porte-avions d'escorte USS Guadalcanal (CVE-60)

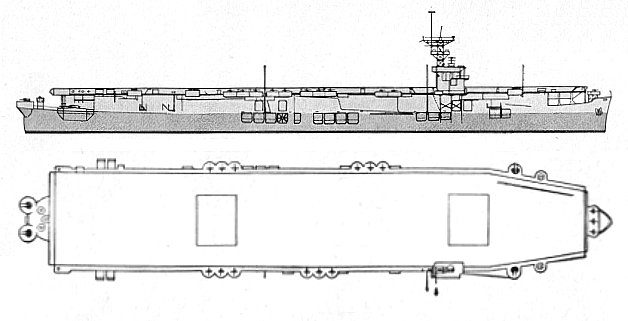
PAE Classe Sangamon

## Genèse

### La situation au début du conflit
Au début de la Seconde Guerre mondiale, les marines de guerre des pays belligérants - et notamment celles des États-Unis, du Royaume-Uni et du Japon - manquent de porte-avions. Cette pénurie est due à des contraintes budgétaires mais elle est aussi une conséquence du Traité naval de Washington (1922), du Traité naval de Londres (1930) et du Second Traité naval de Londres (1936) qui imposaient des restrictions non seulement sur le tonnage construit mais aussi sur les transformations de navires en porte-avions. Des programmes d'urgence sont lancés mais  il faut plus de deux ans pour construire un porte-avions et la montée en puissance des marines en guerre est limitée par la capacité de production des chantiers navals, confrontés simultanément à l'explosion de la demande et aux exigences de la mobilisation.

### Le Royaume-Uni

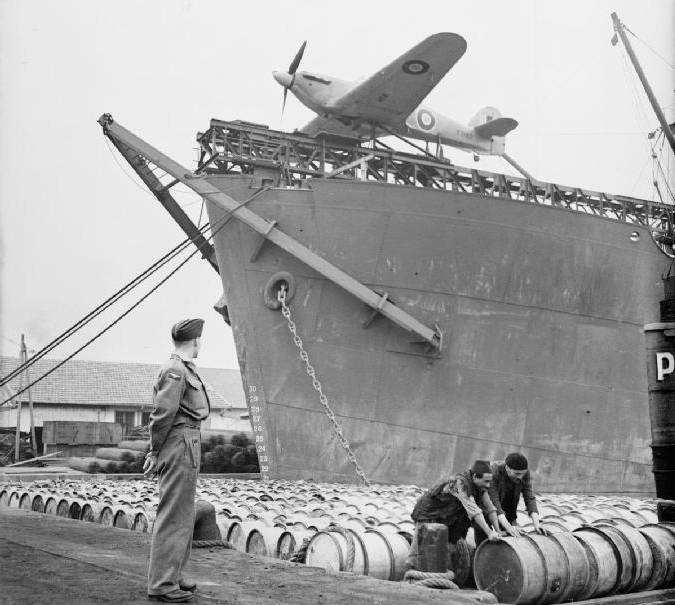
Un Hawker sea Hurricane sur un CAM ship

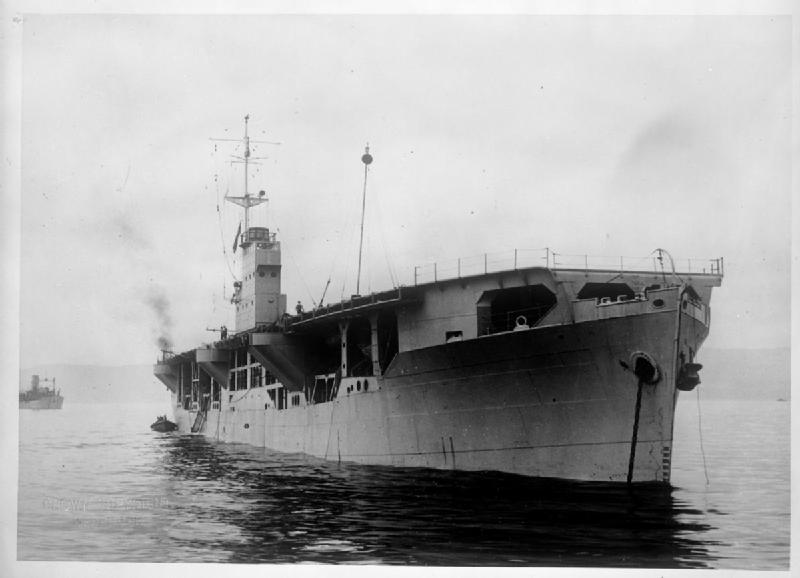
Un MAC ship : le Mv Rapana

Pour le Royaume-Uni, la situation devient rapidement critique. Non seulement la défaite en 1940 de la France, de la Belgique et des Pays-Bas après la Norvège le prive d'alliés précieux mais elle aggrave la menace sur ses approvisionnements en permettant à l'Allemagne nazie d'occuper la façade atlantique et de baser sur les côtes françaises ses sous-marins (U-Boots) et ses avions de bombardement (et notamment les Focke-Wulf Fw 200 Condor qui traquent les convois). Faire escorter les convois par des porte-avions d'escadre n'est pas tenable sur le long terme (trop de convois, pas assez de porte-avions, trop de risques). Des solutions, dont certaines étudiées dès les années 1930 mais jamais appliquées faute de financement - sont donc évaluées ou réévaluées d'urgence. Elles portent principalement sur trois types de navires :
- Les CAM ship (CAM pour Catapult Aircraft Merchantman ou (navire cargo à aéronefs catapultés) qui sont des navires cargos britanniques équipés d'une rampe de lancement par catapulte, sur laquelle se  trouve un unique Hawker Hurricane en fin de vie et modifié pour être catapulté (Hawker Sea Hurricane surnommés « Hurricat » ou « Catafighter ») mais seulement en dernier recours. En effet, le navire ne peut pas recueillir l'avion. Donc à moins d'être assez près d'une base terrestre, en cas de lancement il est perdu et le pilote doit, après sa mission, sauter en parachute ou tenter d'amerrir près d'un navire ami - une entreprise extrêmement risquée, surtout dans les eaux glacées de l'Atlantique nord. 35 cargos sont convertis à partir de l'été 1941[2]. Ils sont précédés par cinq Fighter Catapult Ships ou FCS (navires à catapultes pour chasseurs) qui sont eux des navires rétrocédés à la marine de guerre et armés par des équipages militaires.
- Les MAC ship (MAC pour Merchant aircraft carrier) qui sont des navires marchands équipés d'un pont d'envol et d'appontage, avec un dispositif d'arrêt. Le navire, armé par son équipage civil et transportant sa charge commerciale, est équipé d'un pont d'envol continu où sont stockés quelques avions, des Sea Hurricanes (c'est-à-dire des Hurricanes navalisés, notamment, dotés d'une crosse d'appontage). Seuls des navires dont la cargaison peut être chargée - ou pompée - latéralement sont ainsi transformés : pétroliers, transporteurs de grains, etc. Contrairement au CAM ship, le MAC permet de maintenir une présence aérienne permanente au-dessus du convoi, ce qui neutralise les sous-marins en les obligeant à rester en plongée[N 4] et permet d'intercepter les avions ennemis. 19 unités sont mises en service par les Britanniques entre avril 1943 et mai 1944 et cette solution « provisoire » sera en fait conservée jusqu'à la fin de la guerre.
- Les porte-avions d'escorte (initialement appelés porte-avions auxiliaires) obtenus par transformation de navire de commerce. Cette solution, déjà étudiée par de nombreuses marines entre les deux guerres, est retenue par le ministère du ravitaillement britannique dès le 12 décembre 1940 pour mise en pratique dès que possible. Elle va dépendre largement de l'assistance des États-Unis, qui sollicités immédiatement, vont s'impliquer dans le programme avec des moyens très supérieurs à ceux dont dispose le Royaume-Uni.

### Les États-Unis

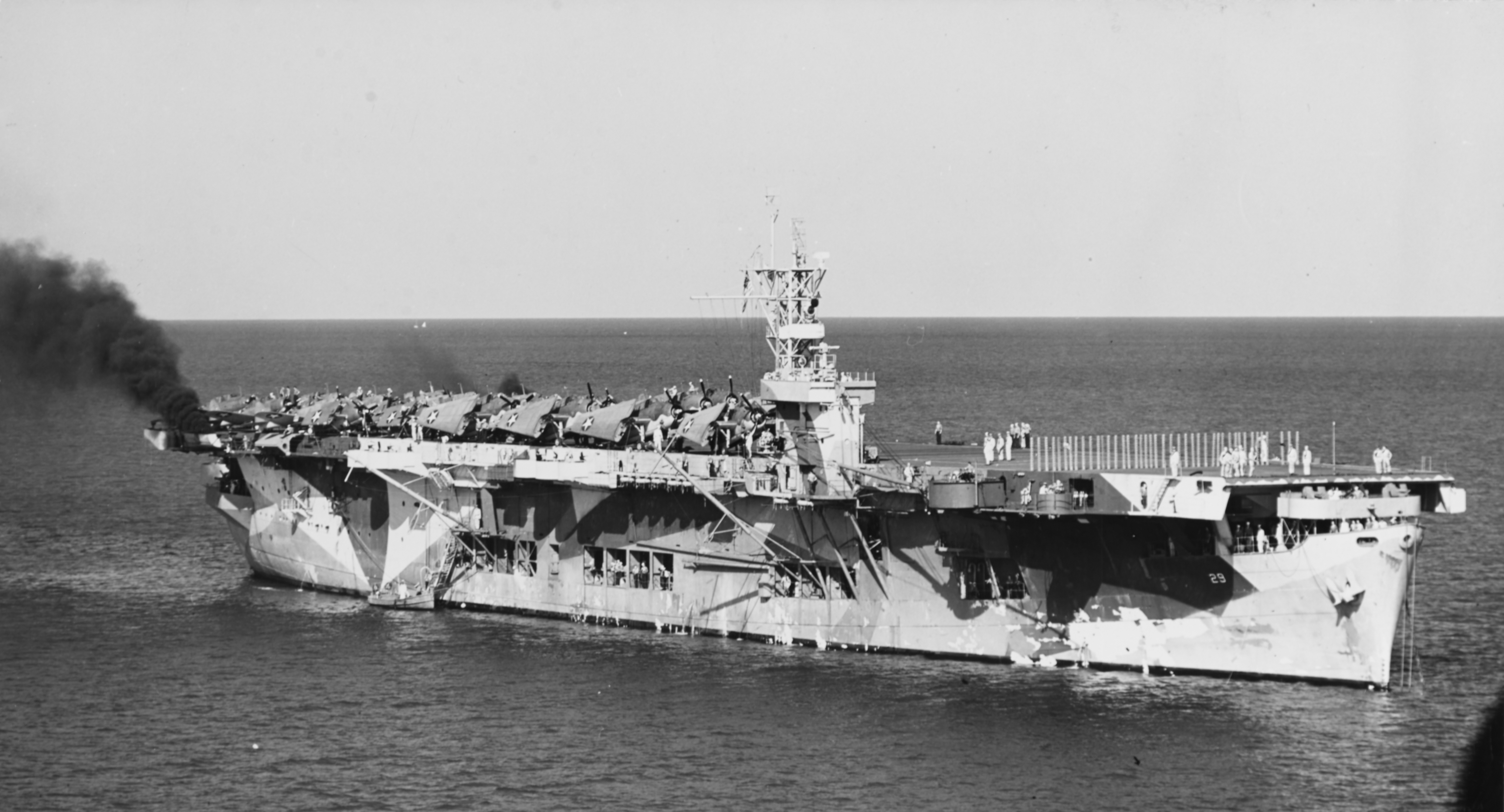
Le PAE USS Santee (ACV-29) puis CVE-29) à l'ancre en 1942

Les États-Unis de leur côté, confrontés dès les années 1920 à la montée en puissance du Japon, étudient - parfois en commun avec les Britanniques - des solutions pour renforcer rapidement leurs capacités aéronavales. Leur objectif est non seulement de permettre d'assurer les missions d'escorte des convois mais également de soulager leurs porte-avions d'escadre (les « fast carriers ») de leurs missions d'entraînement, de transport et d'appui au sol.
Pour couvrir leurs besoins, ainsi que ceux du Royaume-Uni, ils développent dans l'urgence deux programmes de conversion de bâtiments civils, basés sur les cargos type C3 et les pétroliers type T3. Par la suite ils lanceront la construction de porte-avions d'escorte conçus dès l'origine pour cette fonction.  Ces navires peu sophistiqués, basés sur les normes de la marine marchande (pas de blindage, moins de cloisonnement, peu de redondance dans les systèmes, etc.) et faisant appel à l'utilisation d'éléments préfabriqués puis soudés, leur permettront d'aligner rapidement un nombre important d'unités. L'idée de produire en série les PAE de la future classe Casablanca est soumise à la marine par l'industriel Henry J. Kaiser, déjà célèbre pour son rôle dans de nombreux chantiers de construction lancés lors du New Deal, puis pour sa participation à la construction des Liberty ships. Les amiraux rejettent le modèle proposé mais « Hurry-up » Kaiser va voir directement le président Roosevelt, qu'il connaît déjà, et emporte la décision.

### Le Japon
Comme les Britanniques et les Américains, les Japonais pressentent le besoin de porte-avions auxiliaires avant même le début des hostilités et convertissent à cette fin cinq paquebots dès 1941. Les besoins en transport d'aviation, ainsi que les pertes subies, les conduiront à convertir d'autres unités dans l'urgence.

## Conception
Pendant le conflit, les alliés construisent ou transforment 121 porte-avions d'escorte : 77 mis en service dans l'US Navy avant la fin de la guerre, 38 prêtés aux Anglais et six construits par le Royaume-Uni,. Ils en perdent 9, dont 8 au combat, coulés par des sous-marins, des kamikazes ou des navires de surface ennemis (bataille de Samar).

### Caractéristiques principales

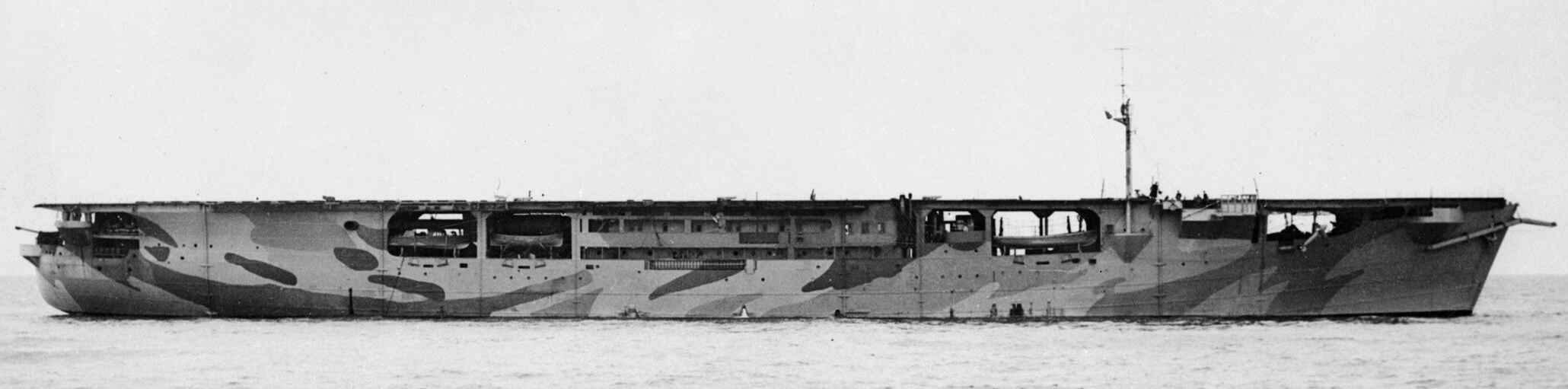
Le fut le 1er véritable porte-avions d'escorte britannique. Cargo allemand capturé en 1940 et transformé en 1941 pour accueillir six chasseurs, il sera finalement torpillé par un U-Boot le 21 décembre 1941.

Ces navires de petite taille, d'un déplacement compris entre 10 000 et 15 000 tonnes, soit environ le tiers de celui d'un porte-avions d'escadre, sont souvent construits à partir de coques de navires marchands (cargos ou pétroliers) ; néanmoins les États-Unis réalisent deux séries de navires conçus dès le départ pour cet usage - mais selon les standards de la marine marchande : les 50 PAE de la classe Casablanca et les 19 de la classe Commencement Bay (33 avaient été commandés mais le reste de la série est annulé à la fin du conflit). La majorité des porte-avions d'escorte sont construits par les États-Unis - pour leur marine et pour la marine britannique. Le Royaume-Uni et le Japon en produisent également - par modification de navires existant ou en construction - mais en quantités beaucoup plus faibles.
Équipés de brins d'arrêt et de barricades de sécurité, la plupart d'entre eux sont dotés d'au moins une catapulte hydraulique et de deux ascenseurs. Leur groupe aérien se limite généralement à une vingtaine d'avions (une trentaine sur les Sangamon et les Commencement Bay).
Le premier porte-avions d'escorte britannique, HMS Audacity, sans hangar, doit conserver ses avions en permanence sur le pont d'envol, ce qui ralentit considérablement les opérations et constitue un cauchemar pour les équipes de maintenance. Sur les modèles suivants - américains -  obtenus également par transformation de navires de commerce, il existe bien un hangar relié au pont d'envol par un - ou le plus souvent deux - ascenseurs mais la capacité du hangar est relativement faible car il n'occupe qu'une partie de la longueur du navire. De plus, la cambrure de son pont rend les opérations délicates voire dangereuses par mauvais temps. Les modèles suivants (Sangamon, Casablanca, Commencement Bay) ne souffrent plus de cet inconvénient.

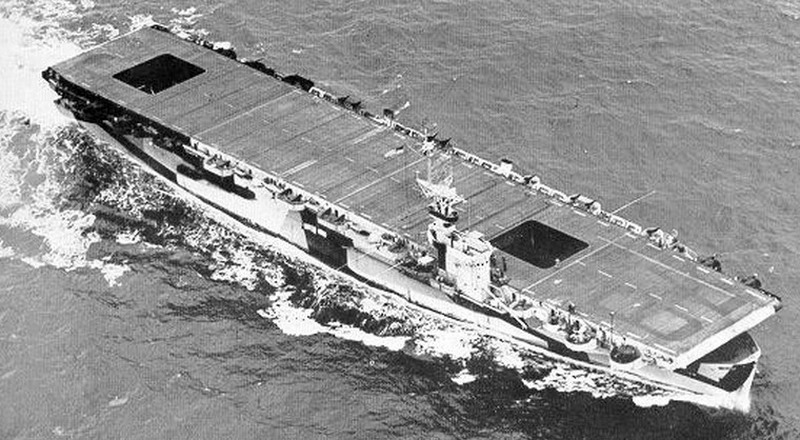
Le Ommaney Bay (CVE-79) avec ses ascenseurs en position basse.

### Propulsion
La motorisation des premiers modèles est assurée par une turbine ou un moteur Diesel, avec un arbre d'hélice unique. Pour éviter les goulets d'étranglement de la production de turbines, les 50 Casablanca sont équipés de deux moteurs à piston à vapeur Skinner Uniflow cinq cylindres de conception ancienne et qui poseront des problèmes de fiabilité. Parmi les modèles les plus réussis, les quatre Sangamon sont propulsés par deux turbines liées à deux arbres d'hélice. De plus, construits sur la base de pétroliers et donc dotés de réservoirs de grande taille, ils disposent d'une autonomie importante. Cette configuration générale sera d'ailleurs reprise sur les Commencement Bay, qui resteront en service jusqu'à la fin de la guerre de Corée (par contre, les Casablanca, pourtant très maniables avec leurs deux hélices, et plus rapides que les Bogue, seront rapidement retirés du service à la fin de la guerre car leur coût de fonctionnement est supérieur).

### Vulnérabilité
Peu coûteux à produire mais moins protégés - et donc beaucoup plus vulnérables - que de véritables navires de guerre, les porte-avions d'escorte héritent de surnoms parfois affectueux mais le plus souvent péjoratifs tels que « jeep carrier », « baby flattop » et même « Kaisers coffins » dans la marine américaine ou « Woolworth carrier »  dans la Royal Navy. Leurs équipages américains affirment sarcastiquement que CVE - leur appellation à partir de 1943 - signifie Combustible, Vulnerable, Expendable soit : combustibles, vulnérables et consommables (ou sacrifiables)... Les PAE perdus par torpillage ou par accident couleront très rapidement, confirmant malheureusement la pertinence de ce surnom.

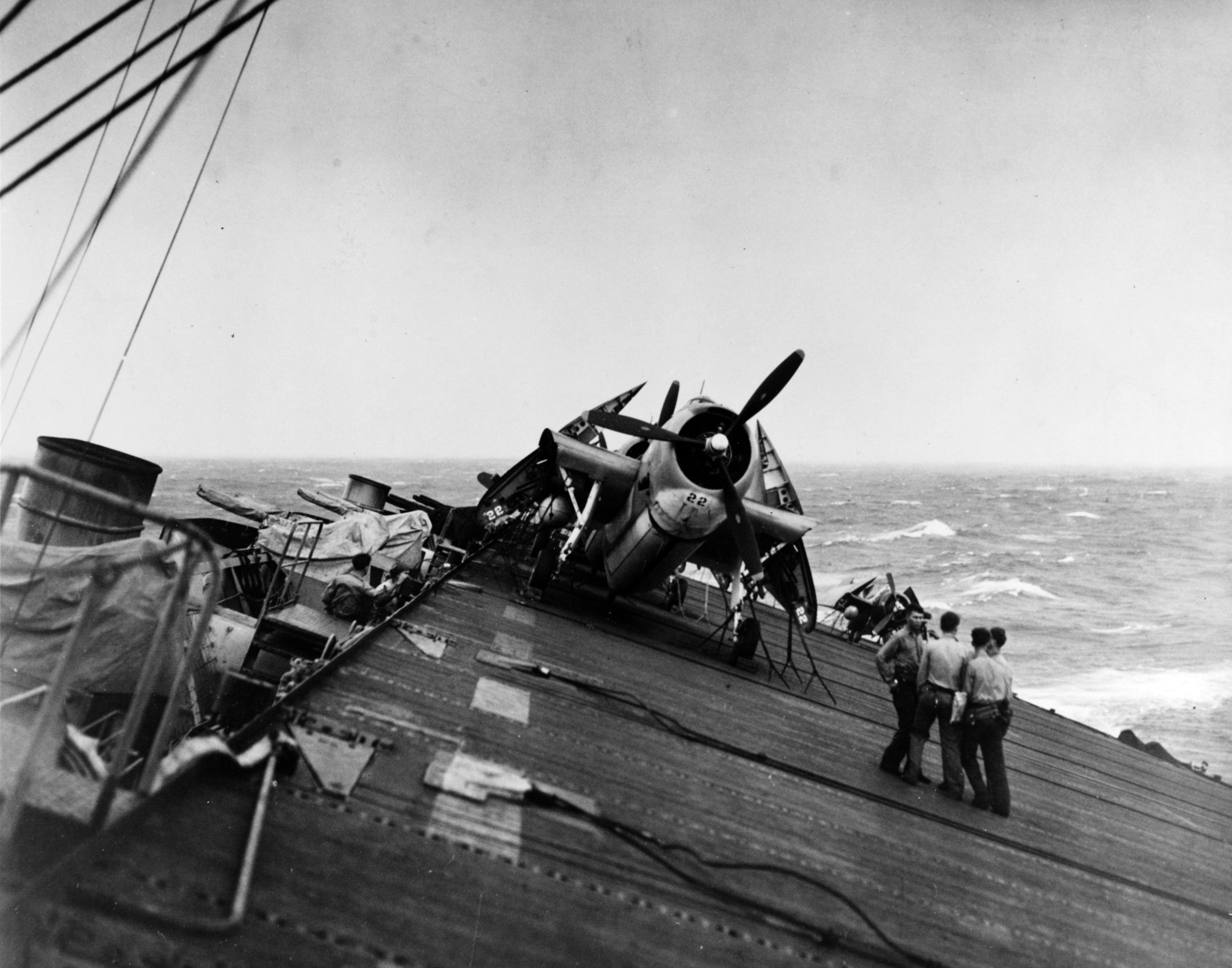
L'USS Anzio (CVE-57) dans la tempête (1945)

### Qualités marines
L'ajout d'un pont d'envol et d'un îlot n'améliore pas non plus les qualités marines de ces navires, qui, assez chargés dans les hauts, acquièrent rapidement une réputation d'instabilité en roulis comme en tangage par mauvais temps. Aux sarcasmes des marins américains s'ajoutent ceux des Britanniques pour qui les PAE « roulent même en cale sèche ». Cependant, ils résistent aux tempêtes arctiques et aux typhons du Pacifique bien que souffrant dans ces intempéries qui causent la perte de centaines d'avions embarqués et des incendies à bord.

### Modifications et améliorations
Pour pallier certaines de ces faiblesses, la Royal Navy modifie systématiquement le circuit de combustible sur les navires reçus des États-Unis. De plus, elle renforce la protection des réservoirs et ajoute du ballast pour améliorer la tenue à la mer. Le temps nécessaire à la réalisation de ces travaux provoque des tensions entre alliés car les Américains, qui ne modifient pratiquement pas leurs propres PAE, ont du mal à admettre tout retard sur des navires aussi prioritaires - et ce d'autant qu'ils les ont souvent livrés aux Britanniques au détriment de leur propre marine. Certains des PAE britanniques sont également modifiés pour mieux protéger le personnel contre les basses températures subies lors de l'escorte des convois vers l'URSS : tous les postes exposés aux intempéries (DCA, postes d'aviation, machinerie de catapulte, etc.) sont dotés de batteries de chauffage alimentées à la vapeur. La Royal Navy qualifie les PAE ainsi modifiés d'« arcticized » (adaptés aux conditions de l'Arctique).
Comparaison entre différents types de porte-avions alliés
|                                    | PA d'escorte classe Bogue | PA d'escorte classe Sangamon  | PA d'escorte classe Casablanca | PA léger classe Independence  | PA d'escadre classe Essex                  | PA d'escadre classe Illustrious                             |
| ---------------------------------- | ------------------------- | ----------------------------- | ------------------------------ | ----------------------------- | ------------------------------------------ | ----------------------------------------------------------- |
| Longueur                           | 151 m                     | 169 m                         | 156 m                          | 190 m                         | 266 m                                      | 228 m                                                       |
| Pont d'envol                       | 133 m x 24 m              | 153 m x 26 m                  | 145 m x 24 m                   | 168 m x 22 m                  | 263 m x 33 m                               | 226 m x 29 m                                                |
| Déplacement standard/pleine charge | 8 400 / 13 900 Long ton   | 10 500 / 23 900 Long ton      | 8 200 / 10 900 Long ton        | 11 000 / 15 100 Long ton      | 27 500 / 36 400 Long ton                   | 23 200 / 28 600 Long ton                                    |
| Puissance                          | 8 500 ch                  | 13 500 ch                     | 9 000 ch                       | 100 000 ch                    | 150 000 ch                                 | 111 000 ch                                                  |
| Propulsion                         | 1 hélice                  | 2 hélices                     | 2 hélices                      | 4 hélices                     | 4 hélices                                  | 3 hélices                                                   |
| Vitesse                            | 17 nœuds (31,5 km/h)      | 18 nœuds (33,3 km/h)          | 19 nœuds (35,2 km/h)           | 31 nœuds (57,4 km/h)          | 33 nœuds (61,1 km/h)                       | 30 nœuds (55,6 km/h)                                        |
| Catapulte(s)                       | 1                         | 1                             | 1                              | 2                             | 2                                          | 2                                                           |
| Ascenseur(s)                       | 2                         | 2                             | 2                              | 2                             | 3                                          | 2                                                           |
| Avions                             | 24                        | 32                            | 28                             | 33                            | 90-100                                     | 57                                                          |
| Armement                           | 1x 127 mm 20x 20 mm       | 2x 127 mm 4x2 40 mm 12x 20 mm | 1x 127 mm 16x 40 mm 20x 20 mm  | 2x4 40 mm 8x2 40 mm 22x 20 mm | 4x2 127 mm 4x1 127 mm 18x4 40 mm 52x 20 mm | 8x2 114 mm 6x8 40 mm 2x4 40 mm 2x2 40 mm 9x 40 mm 45x 20 mm |
| Blindage                           | aucun                     | aucun                         | aucun                          | 50–125 mm                     | 150–200 mm                                 | 75-114 mm                                                   |
| Équipage                           | 850                       | 850                           | 760                            | 1 500                         | 3 000 à 3 500                              | 1 230                                                       |

## Désignations
Dans la marine américaine, les porte-avions d'escorte sont identifiés jusqu'en août 1942 par le code AVG (Aircraft Escort Vessel) ou B-AVG s'ils sont destinés à être cédés aux Britanniques puis, d'août 1942 à juillet 1943, ils sont appelés ACV (Auxiliary Aircraft Carrier). Enfin, à partir de juillet 1943, en reconnaissance de leur statut de combattant, ils prennent la désignation de CVE (Escort carrier) dans la liste des codes des immatriculations des navires de l'US Navy. L'appellation est également adoptée de manière informelle par la Royal Navy, qui conserve cependant des désignations reflétant la spécialisation de ses PAE soit respectivement « Trade Protection Carrier » pour la protection du commerce (l'escorte des convois), « Fighter Carrier » et « Assault Carrier » pour la couverture aérienne et les missions d'appui ou d'attaque d'objectifs terrestres et enfin « General Purpose Carrier » (PAE polyvalent) pour des unités capables de réaliser l'ensemble de ces missions (comme les PAE US).

## Utilisation

### Seconde guerre mondiale

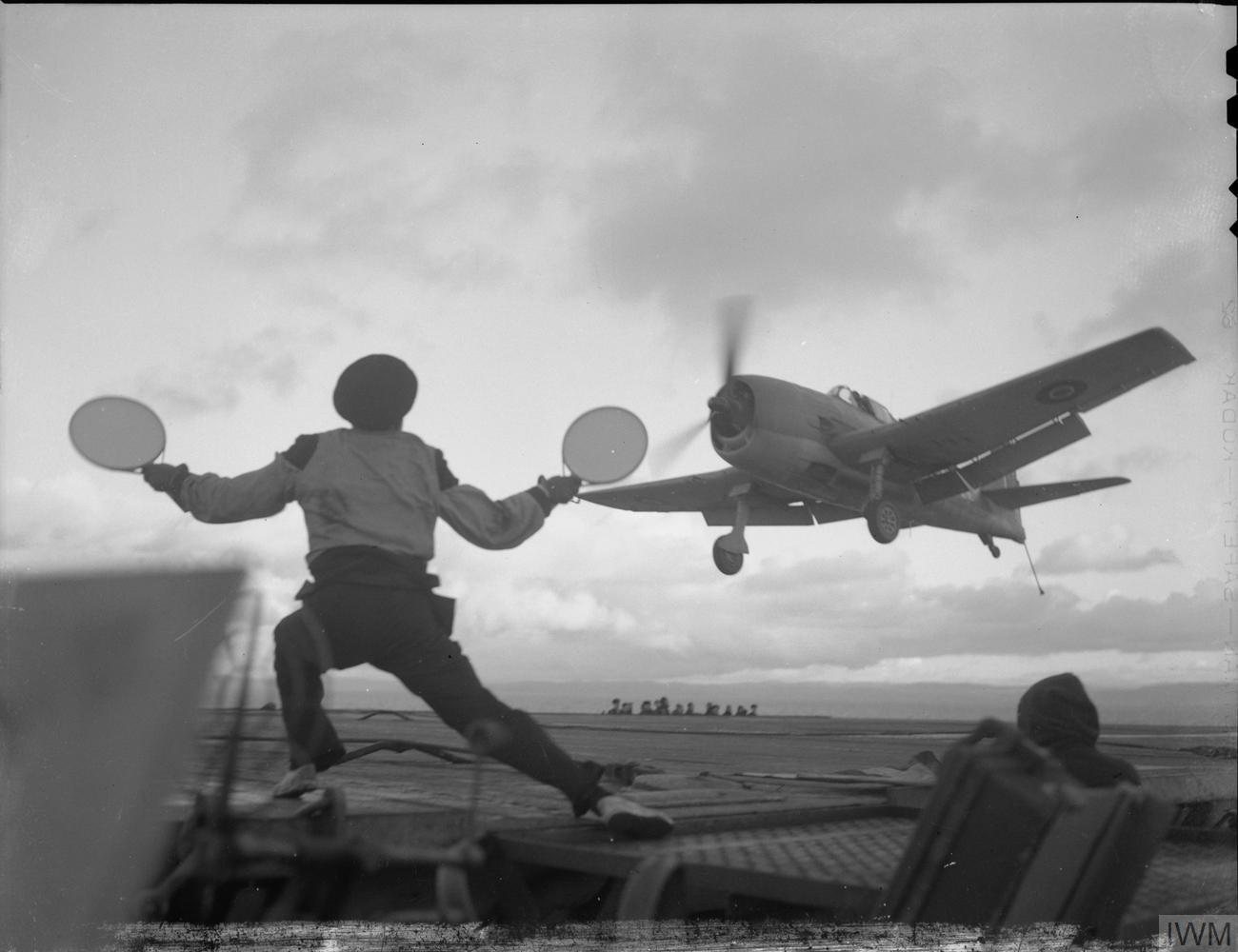
Grumman Hellcat à l'appontage sur le HMS Ravager

#### Les missions
Les puissances alliées utilisent les porte-avions d'escorte (PAE) pour les missions suivantes :
- escorte des convois et des groupes de ravitaillement à la mer : lutte anti-sous-marine (ASM) et anti-aérienne (AA);
- recherche et destruction de sous-marins ennemis par des groupes « Hunter-Killers » (chasseurs-tueurs) indépendants composés d'un porte-avion et de ses navires d'escorte (dont le PAE assure également le ravitaillement);
- entraînement des nouvelles formations (flottilles ou groupes) et essais divers;
- appui des opérations amphibies : missions d'appui aérien rapproché des troupes au contact (close air support), réglage d'artillerie (gun spotting), destruction de l'artillerie anti-aérienne ennemie et attaques des lignes de communication et des renforts (interdiction) sur les arrières de l'ennemi;
- raids contre les installations terrestres, les ports et les voies maritimes (minage);
- transport d'aviation - pour alimenter les bases aériennes ou pour remplacer à la mer les pertes des groupes aériens des PA d'escadre;
- occasionnellement transport de personnel - surtout pour le rapatriement des troupes à la fin de la guerre (Opération Magic Carpet).

#### L'Atlantique et la Méditerranée

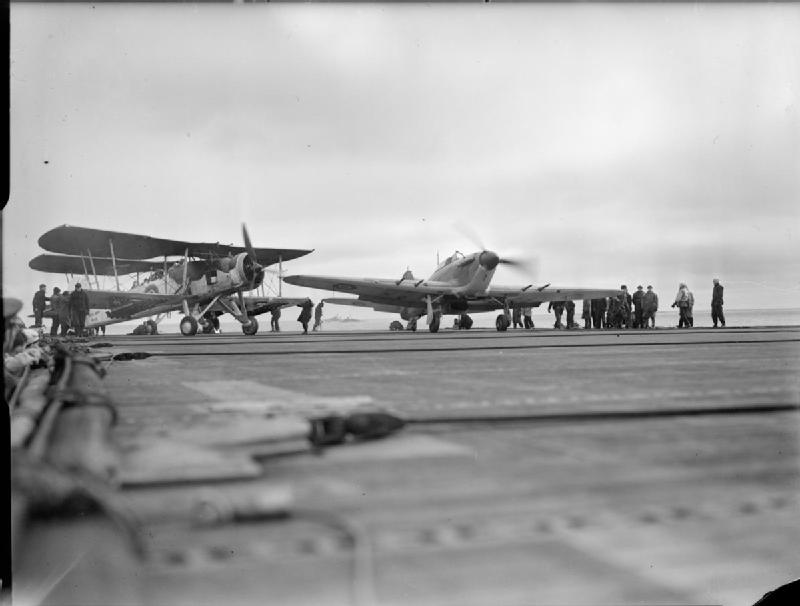
Swordfish et Sea Hurricane sur le pont du PAE HMS Striker

Pendant la bataille de l'Atlantique, ces navires jouent un rôle essentiel dans la protection des convois contre les attaques de sous-marins allemands en les détectant et en les attaquant. Même s'ils ne sont pas détruits, la seule présence d'avions sur zone oblige les sous-marins à rester en plongée, ce qui ne leur permet pas de garder le contact avec les convois. Et dès que le nombre d'unités le permet, les marines alliées créent des groupes de chasse autonomes, les « Hunter-Killer groups » qui, en coopération avec l'aviation basée à terre, et en exploitant notamment les renseignements électroniques obtenus par déchiffrage des communications allemandes, traquent les sous-marins non seulement quand ils sont à proximité des convois mais également pendant leur période de transit ou de ravitaillement, en se concentrant notamment sur les sous-marins ravitailleurs (appelés Milchkühe ou « vaches à lait »).
Les porte-avions d'escorte sont également engagés lors de l'Opération Torch en novembre 1942, lors du débarquement de Salerne au début de la campagne d'Italie, lors de raids en Europe du Nord - notamment contre le cuirassé allemand Tirpitz en avril 1944, et pour assurer la couverture des débarquements de Normandie et de Provence. Lors de cette dernière opération, la couverture aérienne rapprochée est exclusivement assurée par sept PAE britanniques et deux américains. Par la suite, les porte-avions d'escorte britanniques regroupés au sein de l'Escort Carrier Squadron (escadre de porte-avions d'escorte) seront engagés une dernière fois en Méditerranée lors de l'évacuation de la Grèce par les Allemands.

#### Le Pacifique et l'Océan Indien

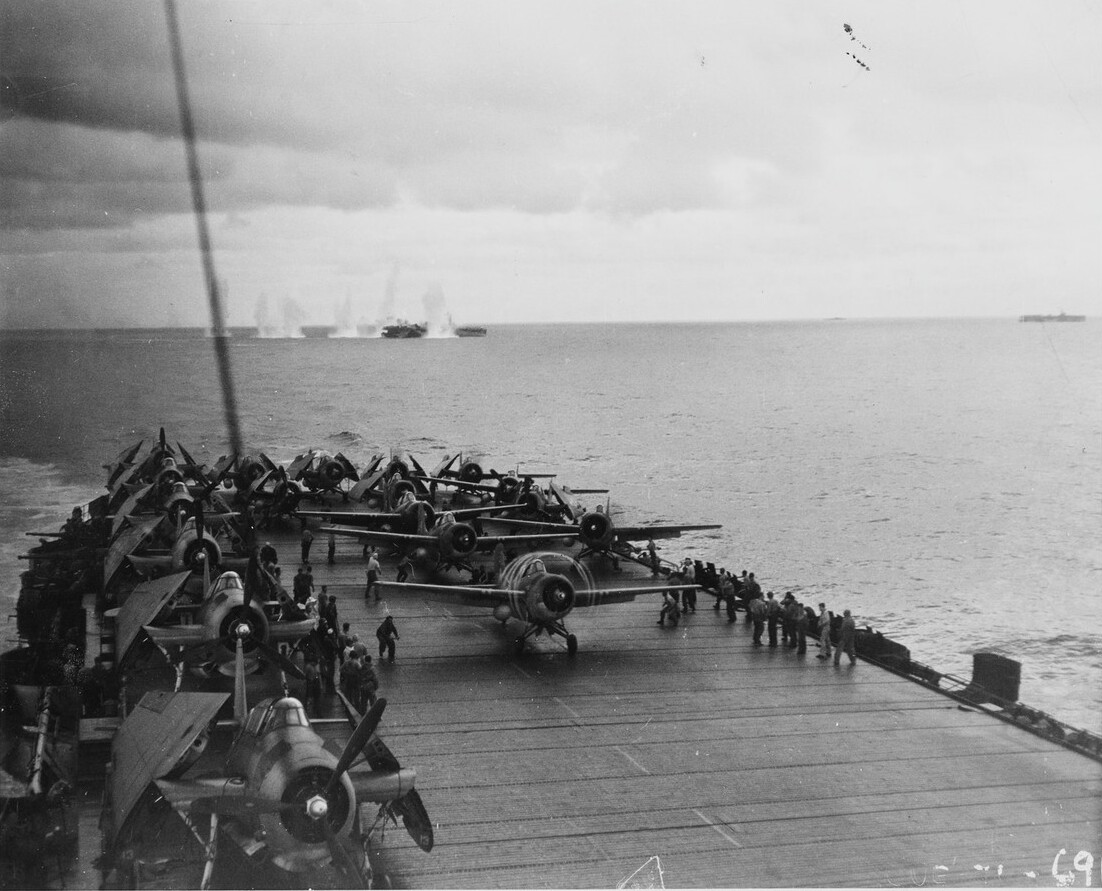
le CVE-71 lance ses FM-2 pendant la bataille de Samar le 25 octobre 1944. On peut voir en arrière-plan un autre CVE, le, encadré par des obus japonais

Dans le Pacifique, les porte-avions d'escorte américains - puis britanniques à partir de 1944 - remplissent de nombreuses missions comme la protection aérienne des convois, le transport d'avions vers les bases éloignées, la protection contre les sous-marins et l'appui des opérations au sol. Lors de la reconquête américaine du Pacifique, les assauts amphibies sont appuyés par des groupes de porte-avions d'escorte qui permettent aux porte-avions d'escadre (les « fast carriers ») de ne pas rester à proximité des plages de débarquement, zone où ils sont vulnérables, et donc de conserver l'initiative pour la recherche de la flotte adverse ou pour effectuer des raids sur d'autres territoires. Ainsi, pendant la libération des Philippines, pas moins de 18 porte-avions d'escorte sont regroupés sous le commandement du contre-amiral Sprague pour assurer les missions d'appui et de lutte anti-sous-marine, 11 autres PAE étant mobilisés pour le transport d'aviation.
L'épisode de la bataille de Samar, pendant laquelle une force navale japonaise surprend et attaque directement les porte-avions d'escorte américains mais n'en coule qu'un avant de se retirer est l'un des plus célèbres de la guerre du Pacifique. Indépendamment de toute autre considération sur les tactiques et les choix faits par les protagonistes, il illustre le rôle des PAE, navires lents, peu ou pas protégés et dont les équipages ne sont ni entraînés ni équipés pour le combat naval en première ligne.
Onze porte-avions d'escorte britanniques sont engagés dans l'Océan Indien en 1944-1945 pendant la libération de la Birmanie et de la Malaisie. 28 PAE américains seront déployés pendant la campagne d'Okinawa pour assurer les missions de défense, d'appui, de lutte ASM et de transport.

#### Les avions embarqués
Pendant la Seconde Guerre mondiale, un porte-avion d'escadre met généralement en œuvre trois ou quatre types d'appareils pour effectuer les missions suivantes :
- Chasse : protection de la flotte et des convois, escorte des bombardiers et attaque au sol
- Bombardement en piqué
- Bombardement horizontal, attaque à la torpille et largage de mines
- Patrouille anti-sous-marine et anti-surface
- Reconnaissance et recherches (secours)

Alors que, sur un porte-avions d'escadre, les avions accomplissant ces missions sont répartis entre plusieurs flottilles de chasseurs, de bombardiers en piqué et de bombardiers-torpilleurs qui forment, dans la marine US, le groupe aérien embarqué (Carrier Air Group), un porte-avion d'escorte regroupe le plus souvent deux types d'appareils (chasse et patrouille/bombardement), souvent réunis au sein d'une seule flottille « composite ».

##### La Royal Navy

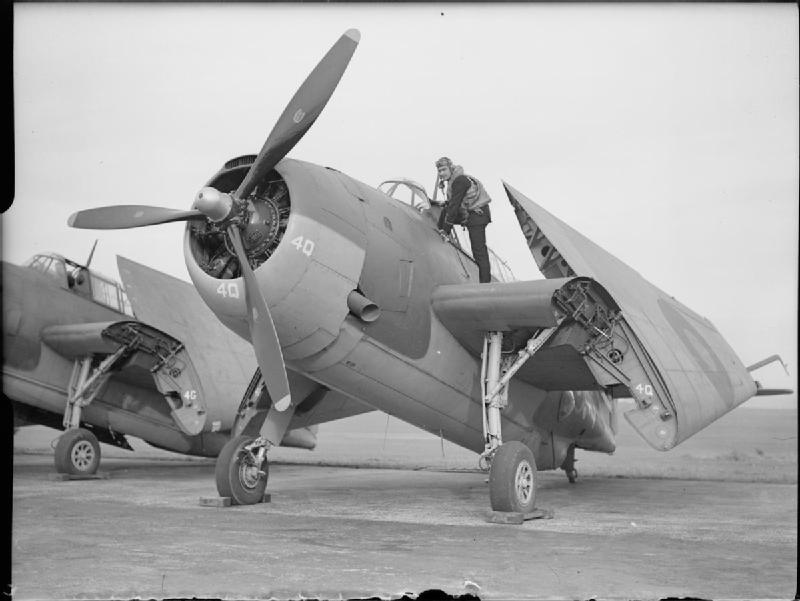
Grumman Avenger de la Royal Navy

Dans la Royal Navy, les porte-avions d'escorte déploient tout d'abord des appareils britanniques : bombardiers-torpilleurs Fairey Swordfish, et chasseurs Fairey Fulmar ou Hawker Sea Hurricane. Puis sont mis en service les chasseurs Grumman F4F Wildcat américains et Supermarine Seafire britanniques (version embarquée du Spitfire). À partir de 1943, de nouveaux appareils américains : chasseurs Grumman F6F Hellcat, Chance Vought F4U Corsair, et bombardiers-torpilleurs Grumman TBF Avenger, puissants, robustes et disponibles en grande quantité ne tardent pas à équiper la majorité des groupes embarqués. Cependant, le Seafire conserve une place importante malgré ses faiblesses et de nouveaux appareils britanniques apparaissent au cours du conflit, notamment les Fairey Albacore (qui sera cependant retiré assez rapidement), Fairey Barracuda et Fairey Firefly.
Les porte-avions d'escorte britanniques sont généralement équipés d'une flottille composite et appelés « Trade protection carriers » (porte-avions pour la protection du commerce) mais à partir de 1943, et notamment du Débarquement de Salerne, certains, identifiés comme « Assaut Carriers » ou comme « Fighter carriers » sont exclusivement équipés de chasseurs - Seafire, Corsair ou Hellcat et reçoivent pour mission principale la défense aérienne, l'exécution de raids et l'appui lors des opérations amphibies. À partir d'octobre 1943, la Royal Navy crée des Fighter Wings (groupes de chasse) afin de standardiser les procédures et de rationaliser l'administration. Un Fighter Wing regroupe entre deux et quatre flottilles de chasse, qui sont soit basées sur un même porte-avion d'escadre soit réparties entre plusieurs PAE de type Assaut ou Fighter carrier.

##### L'US Navy

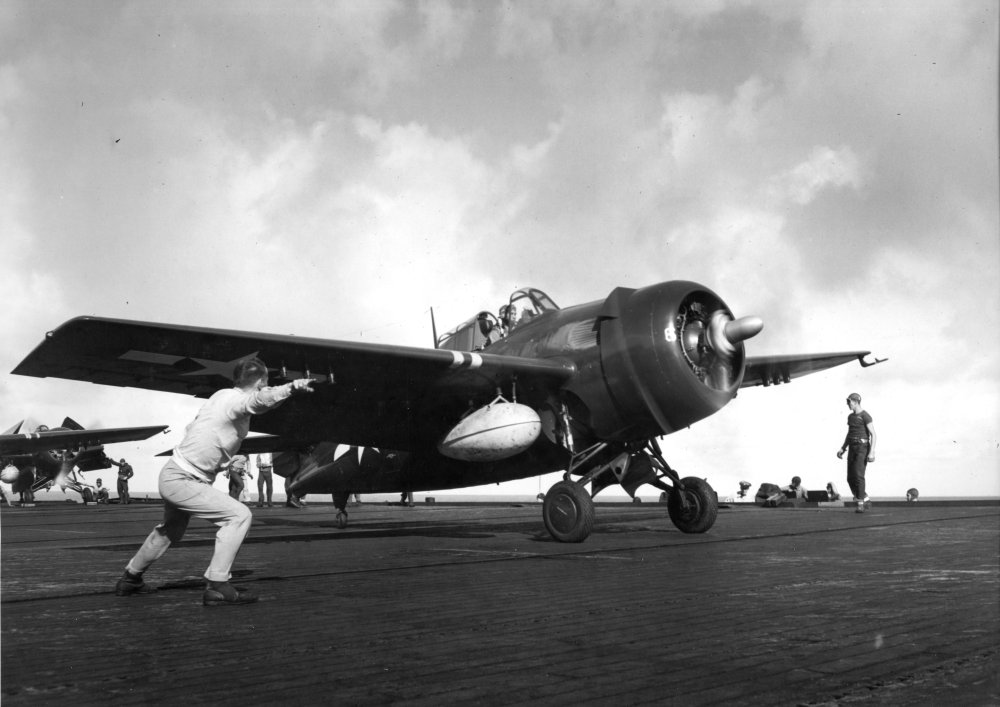
Chasseur FM-2 au décollage

Initialement, les porte-avions d'escorte américains mettent en œuvre un groupe aérien de porte-avions d'escorte ou CVEG composé de deux flottilles désignées respectivement VGF (« escort fighting squadron ») pour la chasse et VGS (« escort-scouting squadron ») pour la reconnaissance, le bombardement et la lutte anti-sous-marine. Le commandement du groupe est assuré par l'un des deux commandants de flottille (contrairement au groupe aérien d'un porte-avions d'escadre qui, lui est commandé par un officier distinct avec un état-major dédié). Mais les Bogue et les Casablanca mettent en œuvre une flottille unique appelée VC (« composite squadron ») équipée généralement d'avions de chasse de type FM (version du Grumman F4F Wildcat produite sous licence par la division Eastern Aircraft de  General Motors) et de bombardiers torpilleurs de type TBM (version Eastern Aircraft du Grumman TBF Avenger). Pendant la bataille de l'Atlantique, un PAE type Casablanca met typiquement en œuvre 12 bombardiers-torpilleurs TBM ou TBF et 9 chasseurs FM-1 ou FM-2, effectif qui est porté à une douzaine de TBM et 16-20 FM-2 sur les PAE engagés pendant la fin de la compagne du Pacifique. Seuls les « grands » PAE de classe Sangamon puis Commencement Bay conservent un groupe aérien à deux flottilles (et la plupart d'entre eux mettent en œuvre le chasseur F6F Hellcat, plus performant que le chasseur FM mais dont l'encombrement et le poids sont supérieurs).
Pendant le débarquement de Provence, la Navy déploie sur l'USS Tulagi une flottille spécialisée dans le réglage d'artillerie, la VOF-1 (O pour « Observation ») équipée de chasseurs Hellcat. En 1945, transformée en flottille composite et rééquipée avec des FM et des TBF, elle prend part à l'assaut d'Okinawa sous la dénomination de VOC-1.
En 1945, la marine américaine déploie dans le Pacifique quatre PAE de la nouvelle classe Commencement Bay avec un groupe aérien de type MCVG (« Marine Carrier Group ») entièrement constitué de flottilles du corps des Marines : une de chasseurs Corsair avec quelques F6F Hellcat de chasse de nuit et de reconnaissance photo et une de bombardiers-torpilleurs Avenger. Les trois premiers ne serviront que quelques semaines avant la fin des combats lors de la campagne d'Okinawa. Le concept sera repris pendant la guerre de Corée.

##### Les porte-avions japonais

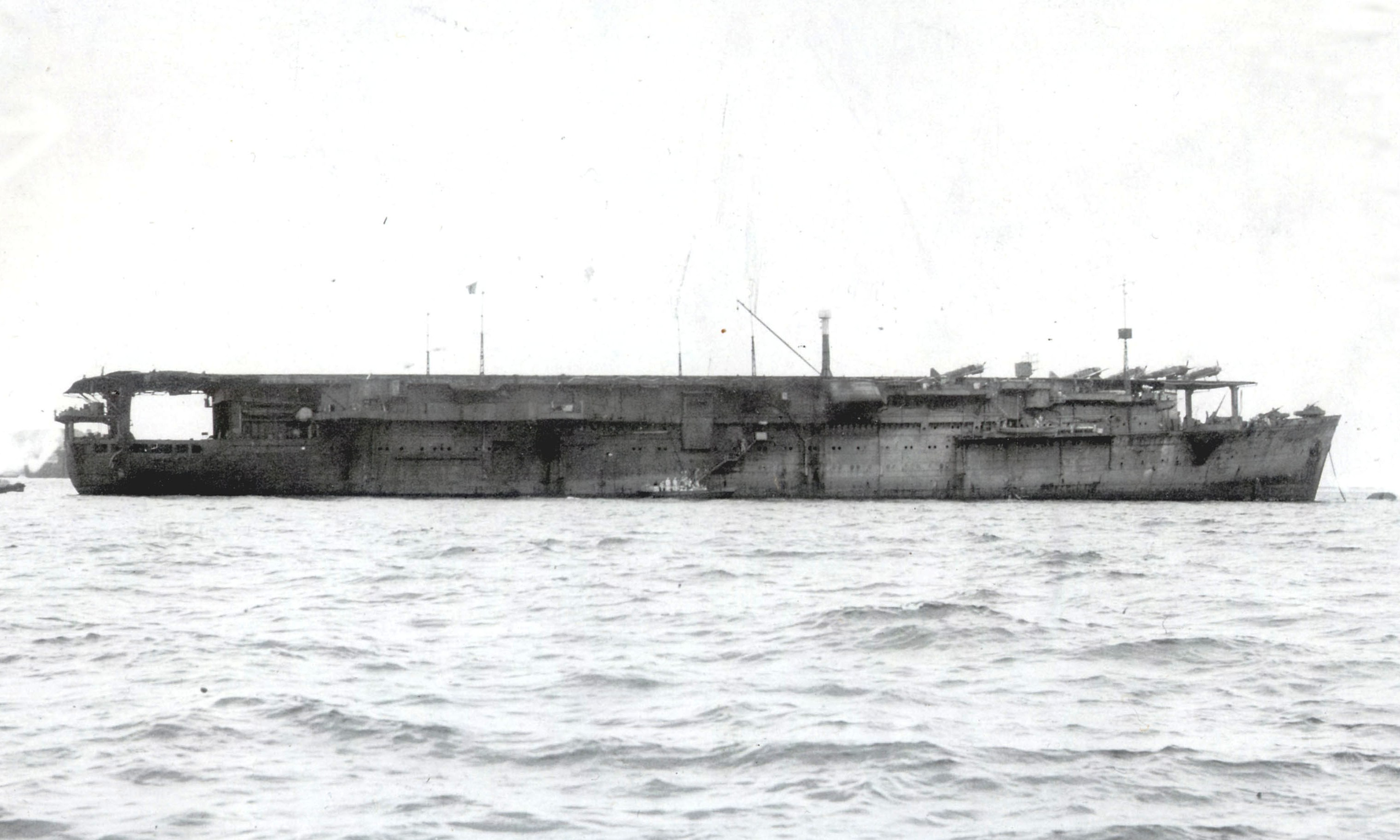
Photo retouchée du Taiyō

La marine impériale japonaise avait converti cinq paquebots en porte-avions auxiliaires dès 1941.
Les besoins en transport d'aviation, ainsi que les pertes subies, notamment lors de la bataille de Midway, conduisent à la transformation de plusieurs paquebots et navires auxiliaires en porte-avions d'escorte ou en porte-avions auxiliaires comparables aux MAC britanniques. L'armée lance même son propre programme de MAC comparable à celui de la marine, à partir de paquebots et de pétroliers. Ces conversions ne seront pas toutes achevées et les navires mis à flot auront une carrière très brève avant d'être coulés ou neutralisés.
On recense les transformations suivantes pour la marine :
- Classe Taiyō: Chūyō, Taiyō et Un'yō, trois paquebots de 17 000 t transformés et utilisés surtout pour l'entraînement et le transport d'aviation[N 31].
- Shin'yō : Il s'agit de l'ancien paquebot allemand Scharnhorst, immobilisé par blocus et racheté puis transformé par les Japonais. Coulé par le sous-marin USS Spadefish en novembre 1944[4].
- Kaiyō : Ancien paquebot transformé en 1943. Utilisé pour l'entraînement et le transport. Très endommagé par bombardement en 1945 (coulé en eaux peu profondes). Démantelé après la guerre[4].
- Classe Shimane Maru: Shimane Maru et Otakisan Maru et deux autres conversions non achevées, des porte-avions auxiliaires de type MAC convertis des pétroliers de type 1TL (en parallèle de la Classe Yamashio Maru), seul le premier est complété avant la fin de la guerre. Le premier est détruit dans un raid aérien. Le second part à la dérive lors d'un typhon, heurte une mine et coule[4].
- Additionelements, les porte-avions légers des classes Hiyō (Hiyō et Jun'yō), Zuihō (Zuihō et Shōhō), et Chitose (Chitose et Chiyoda), et le Ryūhō ont suivi des philosophies similaires, étant des porte-avions convertis depuis des navires de ligne, des transports d'hydravions, ou des ravitailleur de sous-marins.

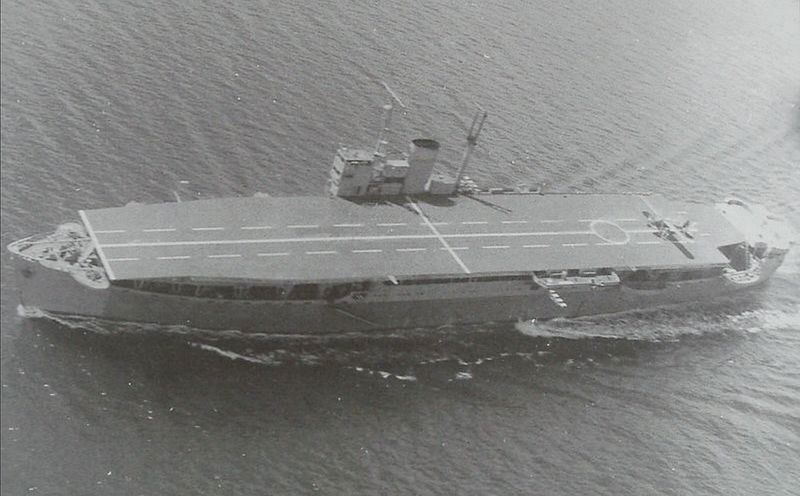
Le PA auxiliaire de l'armée impériale japonaise Akitsu Maru.

Enfin, l'armée impériale japonaise lance son propre programme de navires porte-aéronefs/transporteur de barges de débarquements (en), dont le rôle s'approche plus des "porte-hélicoptères amphibies" (LHA) contemporains, servant principalement à l'appui des interventions de l'armée, qui souhaitait se rendre indépendante de la marine.
Ainsi, en se basant sur l'expérience du Shinshū Maru (en), ont été développés plusieurs porte-aéronefs auxiliaires disposant d'un pont d'envol (mais sans la capacité de récupérer les avions directement pour la plupart), certains d'entre eux pouvant également transporter des engins de débarquement: 
- Classe Yamashio Maru: Yamashio Mairu et Chikusa Maru, des porte-avions auxiliaires de type MAC convertis des pétroliers de type 2TL (en parallèle de la Classe Shimane Maru), seul le premier est complété avant la fin de la guerre, et ne connaissant qu'une très brève carrière (1 mois début 1945).

- Shinshū Maru, construit comme démonstrateur de ce type de navire en 1934, disposant d'un hangar et de catapultes pour le déploiement d'autogyres et d'hydravions, ainsi que de barges de débarquement, il coula en 1945.

- Les "Type C" (Hei-gata), des navires de 11 800 t disposant de pont d'envol et de radier inondable:
  - Akitsu Maru converti de paquebot en 1942, il devient le premier navire de son type (similaire au LHA moderne), avant d'être coulé en 1944.
- Les "M Type C" (M Hei-gata), des navires de 8 000 t disposant de pont d'envol et de radier inondable:
  - Kumano Maru, construit tel quel en 1945, puis démoli en 1948.
  - Tokitsu Maru, incomplet à la fin de la guerre. Fut converti en baleinier en 1946, et coula en 1953 en Antarctique.

- Les "Type A" (Kō-gata), des navires de 11 910 t disposant de pont d'envol et rampe de déploiement de barge:
  - Mayasan Maru, complété en 1942,
  - Tamatsu Maru, complété en 1944.
- Additionnellement, les navires des "M Type A" (M Kō-gata) et "Type B" (Otsu-gata) qui suivaient cette lignée, et le Nigitsu Maru du "Type C", n'avaient que le rôle de transport de barges de débarquement, sans capacité de déploiement d'aéronef.

#### Comparaison entre les principales classes de porte-avions d'escorte de la Seconde Guerre mondiale
| Nom                                     | Année | Nation             | Déplacement             | Vitesse  | Avions | Notes |
| --------------------------------------- | ----- | ------------------ | ----------------------- | -------- | ------ | --- |
| HMS Audacity                            | 1941  | Royaume-Uni        | 5 540 t (pleine charge) | 15 nœuds | 6      | conversion de navire marchand. Ni hangar ni catapulte.                                                                             |
| USS Long Island, HMS Archer             | 1941  | USA et Royaume-Uni | 9 000 t                 | 17 nœuds | 15–21  | conversions de navires marchands - un seul ascenseur                                                                               |
| HMS Avenger, Biter, Dasher, USS Charger | 1941  | USA et Royaume-Uni | 8 200 t                 | 17 nœuds | 15–21  | conversions de navires marchands - un seul ascenseur                                                                               |
| Classe Taiyō                            | 1941  | Japon              | 17 830 t (standard)     | 21 nœuds | 27     | 3 conversions de paquebots de la classe Nitta Maru                                                                                 |
| HMS Activity                            | 1942  | Royaume-Uni        | 11 800 t (standard)     | 18 nœuds | 10–15  | conversion de navire marchand - 3 unités supplémentaires dérivées (classe Nairana) lancées en 1943 - 1 ascenseur, pas de catapulte |
| Classe Bogue                            | 1942  | USA et Royaume-Uni | 9 800 t                 | 17 nœuds | 15–21  | 45 conversions de cargos type C3                                                                                                   |
| Classe Sangamon                         | 1942  | USA                | 11 400 t (standard)     | 18 nœuds | 31     | 4 conversions de pétroliers Type T3-S2-A1 (classe Cimarron)                                                                        |
| Shin'yō                                 | 1942  | Japon              | 17 500 t (standard)     | 22 nœuds | 33     | conversion de paquebot |
| Classe Casablanca                       | 1943  | USA                | 7 800 t                 | 19 nœuds | 28     | 50 - fabriqués et lancés dans un chantier unique - conçus dès l'origine comme des PAE                                              |
| Kaiyō                                   | 1943  | Japon              | 13 600 t (standard)     | 23 nœuds | 24     | conversion de paquebot |
| Classe Commencement Bay                 | 1944  | USA                | 10 900 t                | 19 nœuds | 34     | 19 lancés - conçus dès l'origine comme des PAE (inspirés des Sangamon)                                                             |

### L'après-guerre

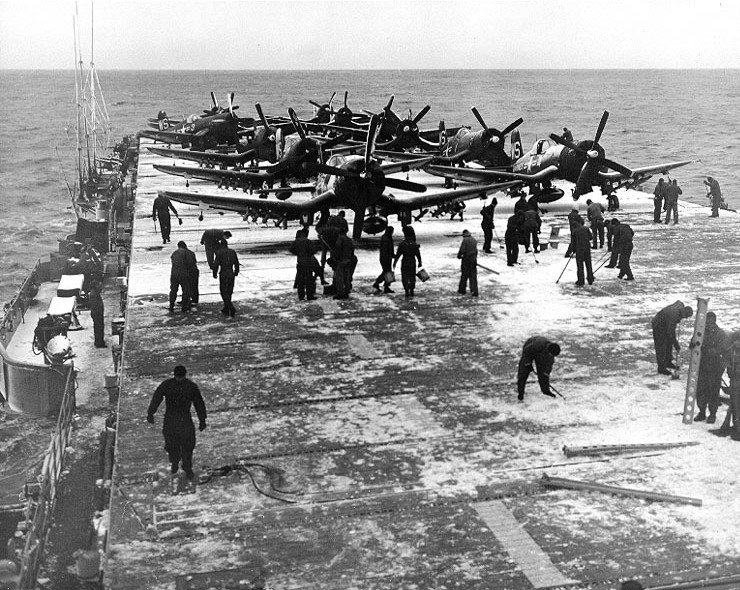
Corsairs des Marines sur le CVE-116 Badoeng Strait en Corée - 1950

À la fin de la guerre, le Royaume-Uni restitue la majorité des porte-avions d'escorte prêtés dans le cadre du programme Lend-Lease (2 ont été coulés sur les 38 fournis). De nombreux porte-avions d'escorte américains sont mis sous cocon et affectés à la flotte de réserve. Certains sont retransformés en cargos, d'autres sont prêtés ou cédés à des marines alliées - notamment le Biter britannique, qui deviendra le Dixmude français et servira pendant la guerre d'Indochine.
Le PAE britannique HMS Nairana est loué à la marine néerlandaise de 1946 à 1948 et devient le Karel Doorman. La Royal Navy ne conserve qu'un seul PAE d'origine britannique, le Campania. Utilisé comme bâtiment de commandement - notamment lors de la campagne d'essais nucléaires de 1952, il sera démantelé à la fin de 1955.
Pendant la guerre de Corée, la marine américaine utilise quatre porte-avions d'escorte de la classe Commencement Bay pour des missions d'appui au sol. Leur groupe aérien est constitué d'une unique flottille du Corps des Marines, équipée de chasseurs F4U Corsair.
D'autres porte-avions d'escorte américaine servent pour la lutte anti-sous-marine (ASM) ou pour le transport d'aviation.

### Dernières missions et dernières désignations après la guerre de Corée

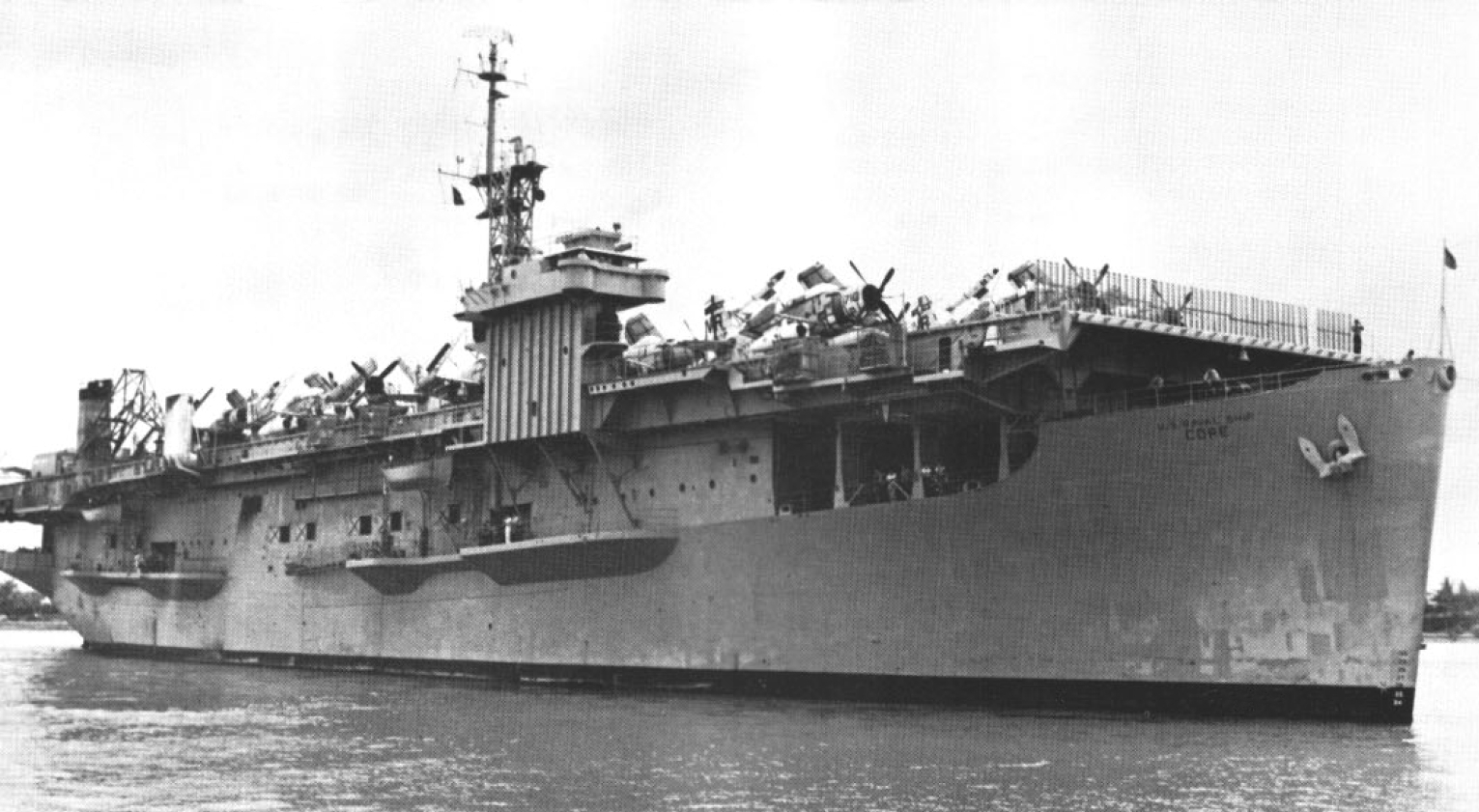
Livraison de Douglas Skyraiders par le USNS Core (T-AKV-41), Saigon c1967

Après la guerre de Corée, les porte-avions d'escorte sont redésignés CVU (Utility Aircraft Carrier). Certains sont transformés en porte-hélicoptères, portant les désignations de CVHE (E pour Escort) ou de CVHA (A pour Assault). Ces derniers bâtiments seront finalement remplacés par des navires dédiés - notamment de la classe LPH-2 Iwo Jima.
Le PAE Gilbert Island sera extensivement modifié et converti en bâtiment relais de communications. Rebaptisé Annapolis (AGMR-1), il sert dans cette capacité de 1964 à 1969.
Ceux qui sont utilisés comme transports deviennent des AKV (Aviation Cargo Ships), ou T-AKV avec des équipages civils. Ils serviront encore pendant le conflit vietnamien.
Les derniers porte-avions d'escorte - conçus pendant la seconde guerre mondiale - seront retirés du service dans les années 1970.

## Faits et chiffres remarquables

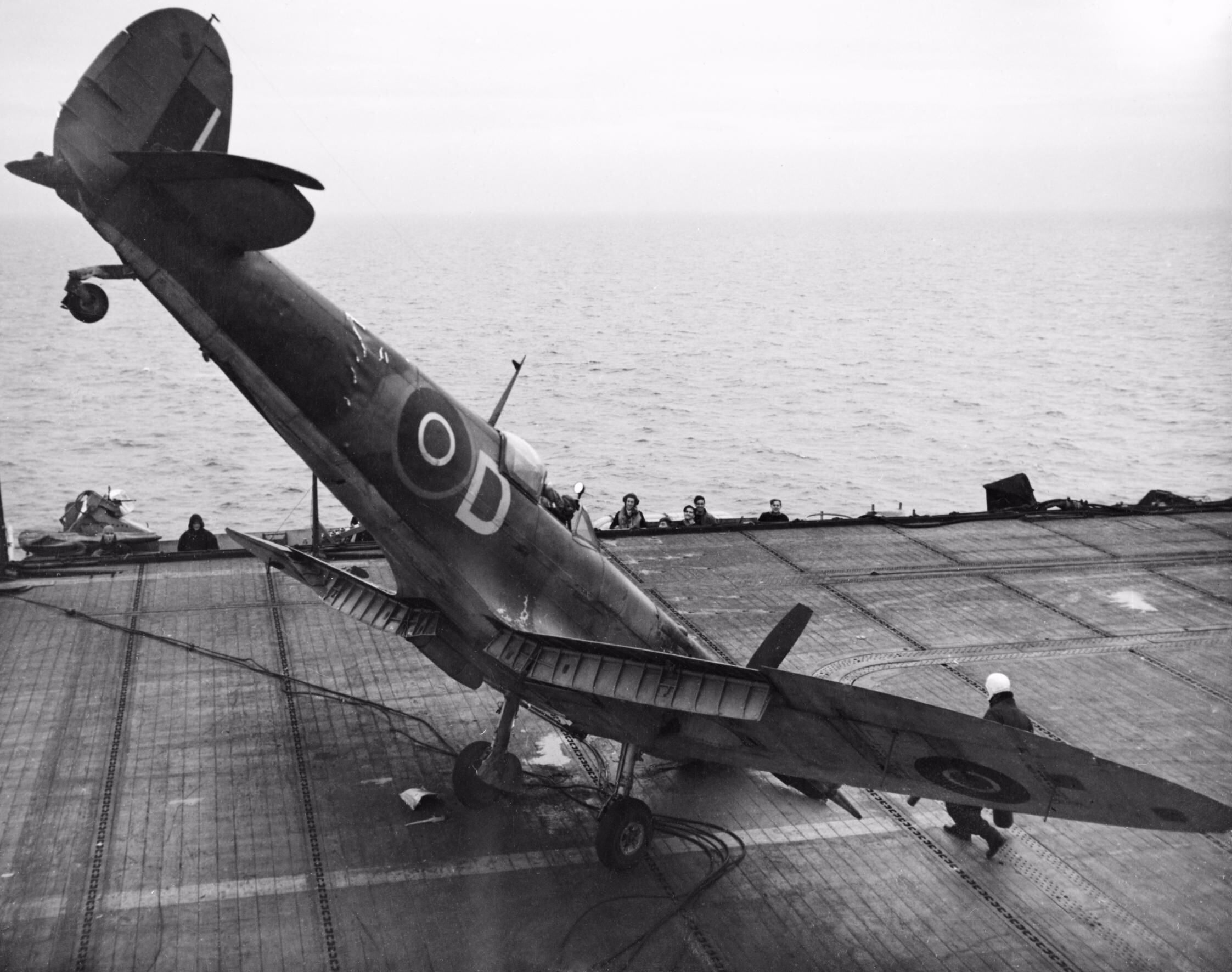
Seafire après un accident d'appontage sur le PAE britannique HMS Smiter, 1944.

- La très grande majorité des porte-avions d'escorte alliés a été construite par les États-Unis qui lanceront en tout 125 porte-avions d'escorte (PAE)(en comptant les unités réceptionnées après la fin de la Seconde Guerre mondiale). Ils en mettront en service 87 dans leur propre marine et en transféreront 38 à la Royal Navy (qui s'ajoutent aux six unités produites au Royaume-Uni).
- Seront conservés pour l'US Navy :
  - 1 PAE classe Long Island
  - 1 PAE classe Avenger
  - 11 PAE classe Bogue
  - 4 PAE de classe Sangamon
  - 50 PAE de classe Casablanca
  - 19 PAE de classe Commencement Bay
- Plus de 68 sous-marins allemands ou japonais ont été coulés par l'action des PAE et de leurs escorteurs (parfois en collaboration avec l'aviation basée à terre)[1] dont 62 par l'US Navy (53 dans l'Atlantique et 8 japonais et un allemand dans l'océan Indien et le Pacifique)[11]. Si ce chiffre est relativement faible par rapport au total des seules pertes allemandes durant la bataille de l'Atlantique (près de 800 sous-marins entre 1939 et 1945), il illustre néanmoins la contribution non négligeable des PAE à la victoire des alliés.

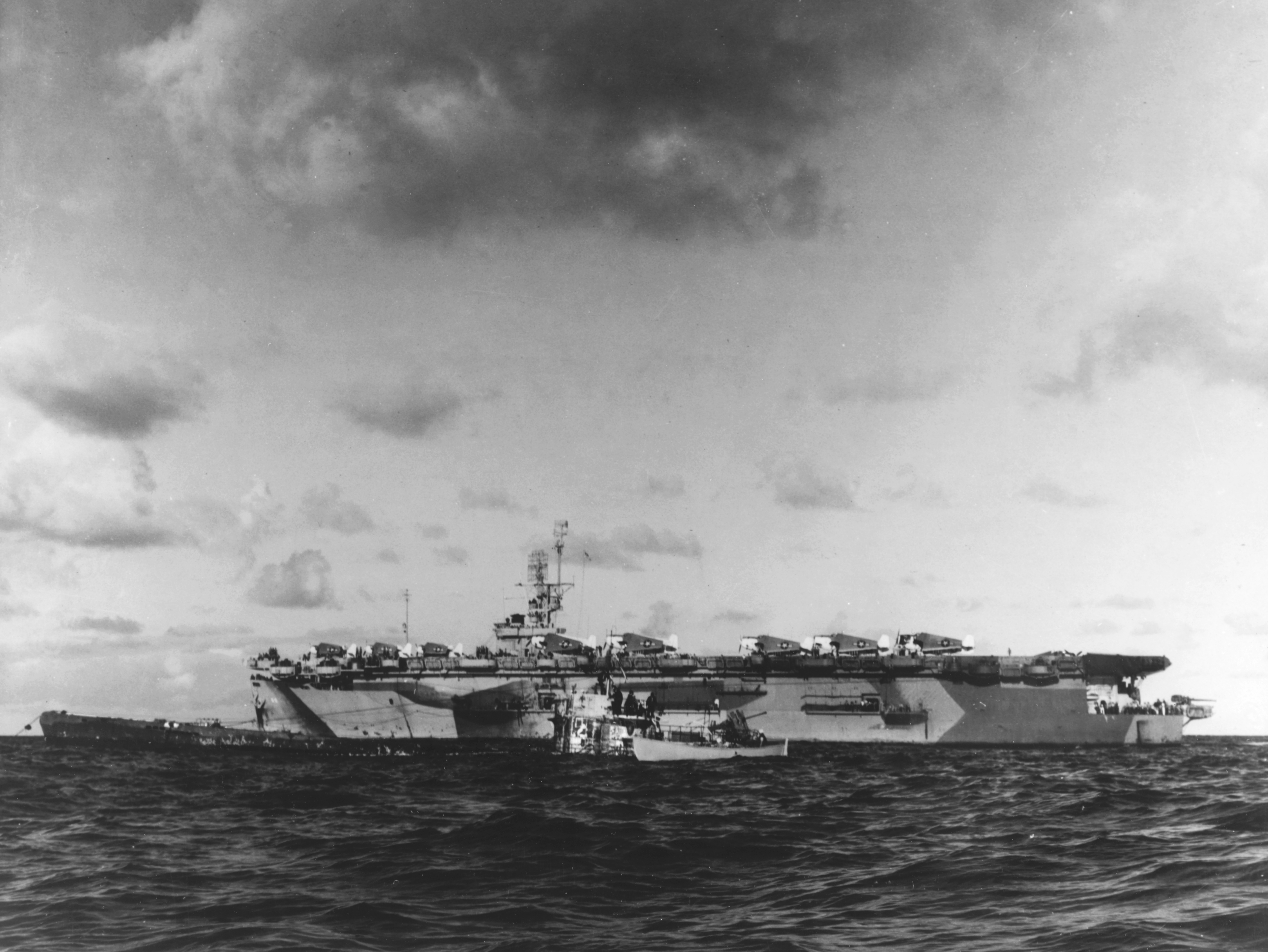
Le sous-marin allemand U-505 capturé par le groupe Hunter-Killer du.

- Un sous-marin allemand, l'U-505 a été capturé à l'abordage par les marins du groupe Hunter-Killer du PAE USS Guadalcanal
- Les 50 exemplaires de la classe Casablanca ont tous été fabriqués par le chantier Kaiser de Vancouver (Washington). Leur construction faisait appel à des éléments préfabriqués, soudés ensemble (technique déjà employée sur les Liberty-ships). Ils ont tous été réceptionnés par la marine américaine sur une période d'un an (entre le 8 juillet 1943 et le 8 juillet 1944). Ce chiffre n'a été dépassé par aucune autre classe de porte-avions. La classe Bogue - également une catégorie de  porte-avions d'escorte - vient en deuxième position avec 45 navires (construits en deux séries quasi identiques).
- 9 PAE alliés ont été perdus (six américains et trois britanniques)[1] :
  - la Royal Navy perd l'HMS Avenger et l'HMS Audacity, torpillés par des sous-marins allemands et l'HMS Dasher est détruit à la suite d'une explosion accidentelle.
  - l'US Navy perd six PAE : le USS Block Island, torpillé par un U-boot et cinq Casablanca (l'USS Liscome Bay torpillé par un sous-marin japonais, l'USS St. Lo, l'USS Ommaney Bay et l'USS Bismarck Sea touchés ou achevés par des avions japonais et l'USS Gambier Bay coulé par l'artillerie de croiseurs japonais lors de la bataille de Leyte).
- Trois PAE américains ont été distingués par une Presidential Unit Citation pendant la bataille de l'Atlantique : les USS Card, Bogue et Guadalcanal.
- Malgré le taux d'accident plus important sur les porte-avions d'escorte que sur ceux d'escadre, leur taux de pertes d'avions au total est plus faible. L'US Navy note durant la guerre du Pacifique, entre 1944 et 1945[12], 0,46 perte pour 100 sorties pour les CVE, 0,60/100 pour les CVL, 0,70/100 pour les CV. 179 pertes accidentelles pour 20 679 sorties pour les CVE, 540 pour 88 335 pour les CV. Leur rythme de mission est plus élevé avec 37 missions par mois et appareils pour les CVE contre 24 pour les CV[11].
- Quatre pilotes de FM-2 (la version finale du F4F Wildcat, construite sous licence par General Motors Eastern Division), ont atteint le statut d'as[N 32] en étant basés sur des porte-avions d'escorte américains[13] :
  - Lieutenant (lieutenant de vaisseau) Ralph E. Elliot, VC-27, USS Savo Island, neuf victoires
  - Lieutenant-commander (capitaine de corvette) Harold N. Funk, VF-26, USS Santee six victoires (le même jour)
  - Lieutenant (lieutenant de vaisseau) Kenneth G.Hippe, VC-13, USS Kalinin Bay, cinq victoires (le même jour)
  - Ensign (Enseigne de vaisseau de 2e classe) Joseph D. McGraw, VC-10 USS Gambier Bay (5 victoires dont 2 avec la VC-80 après la perte du Gambier Bay).

## Place dans l'histoire de la guerre navale
Le nombre d'unités construites comme la variété des missions accomplies attestent de l'importance du rôle du porte-avion d'escorte dans la victoire alliée. Cependant, la construction en urgence de navires simples pour compléter - ou parfois remplacer - les « vrais » navires de guerre, beaucoup plus sophistiqués et donc plus coûteux et plus lents à construire ne constitue ni une nouveauté ni une spécificité de la Seconde Guerre mondiale. En effet :
- la guerre a donné lieu à de nombreux programmes de ce type soit en utilisant des plans de bâtiments civils (par exemple pour construire les corvettes de la classe Flower) soit en transformant des navires de guerre (par exemple pour construire rapidement les porte-avions de la classe Independence).
- de nombreuses flottes actuelles font cohabiter au sein d'une même catégorie des navires sophistiqués et d'autres, plus rustiques, qui ne sont pas conçus pour la lutte en première ligne (par exemple, en France, les frégates furtives et les frégates de surveillance chargées de maintenir une présence outre-mer[N 33]).

Enfin, il ne faut pas oublier que le porte-avions d'escadre est lui-même un type de navire qui a été conçu initialement par transformation de bâtiments de guerre ou de commerce.
Donc, le porte-avions d'escorte n'est ni un cas isolé, ni un scénario du passé dans l'histoire de la guerre navale. Il se caractérise par l'ampleur du programme, par son succès et par l'utilisation de techniques de fabrication en grande série qui avaient déjà été mises au point pour le développement du Liberty Ship.

Porte-avions d'escorte
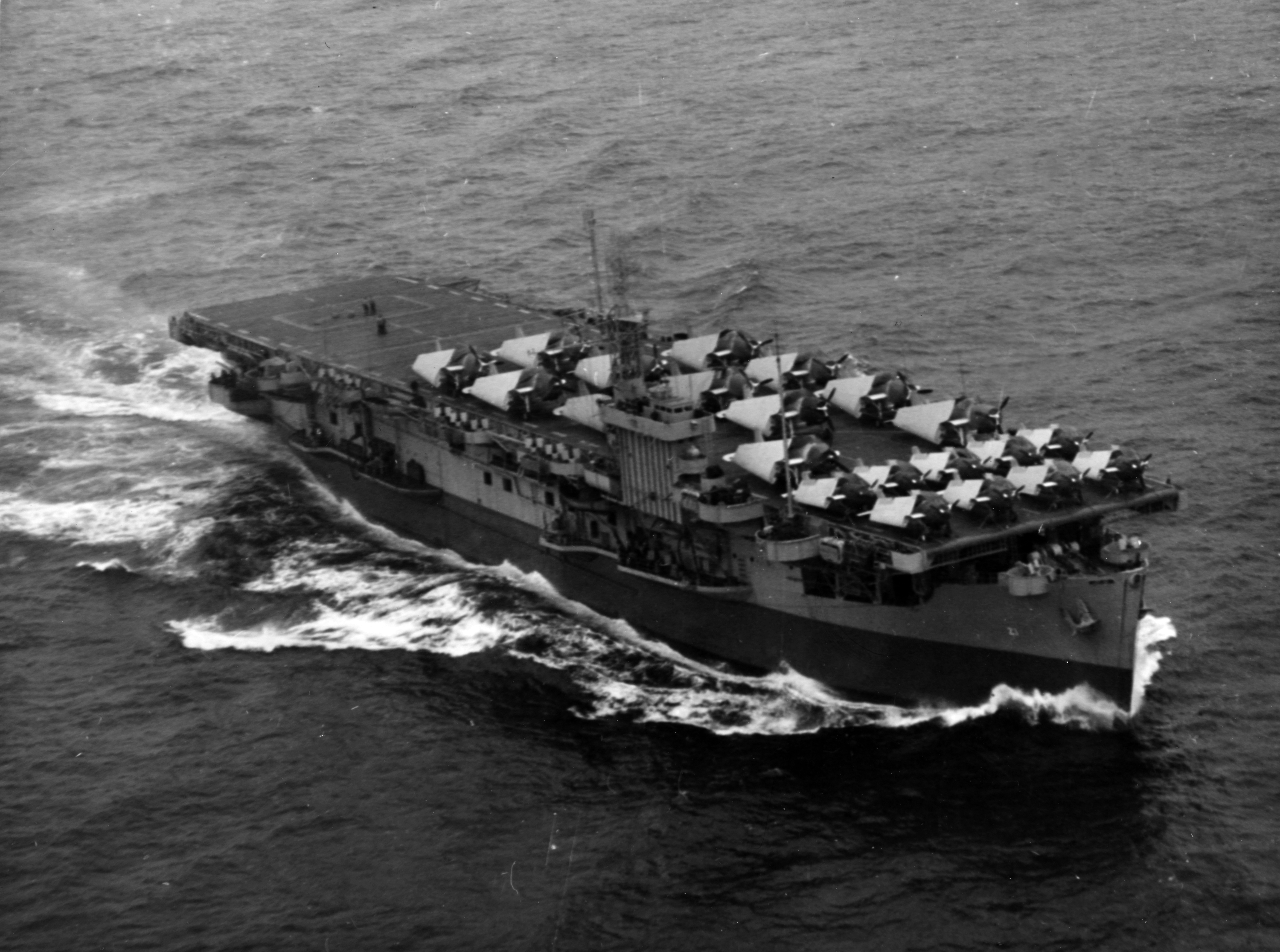
Le Block Island quittant Norfolk, Octobre 1943.
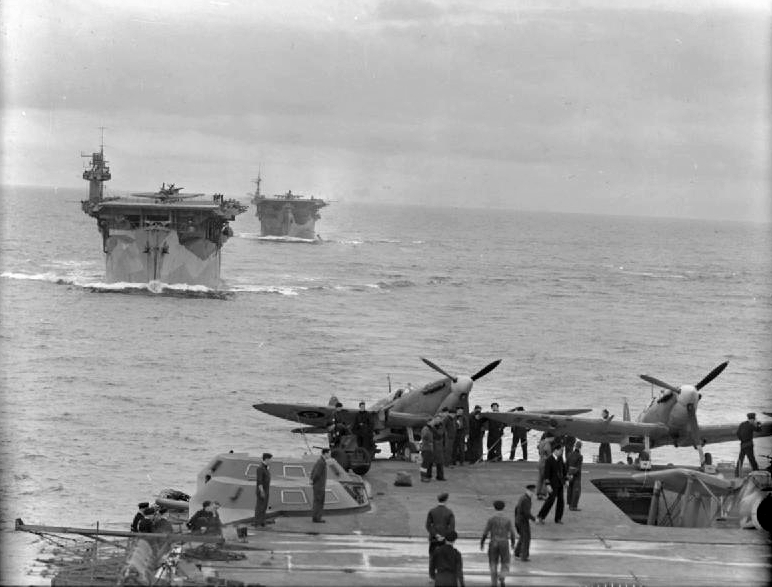
Les PAE britanniques HMS Biter et HMS Avenger vus de l'Illustrious en 1942.
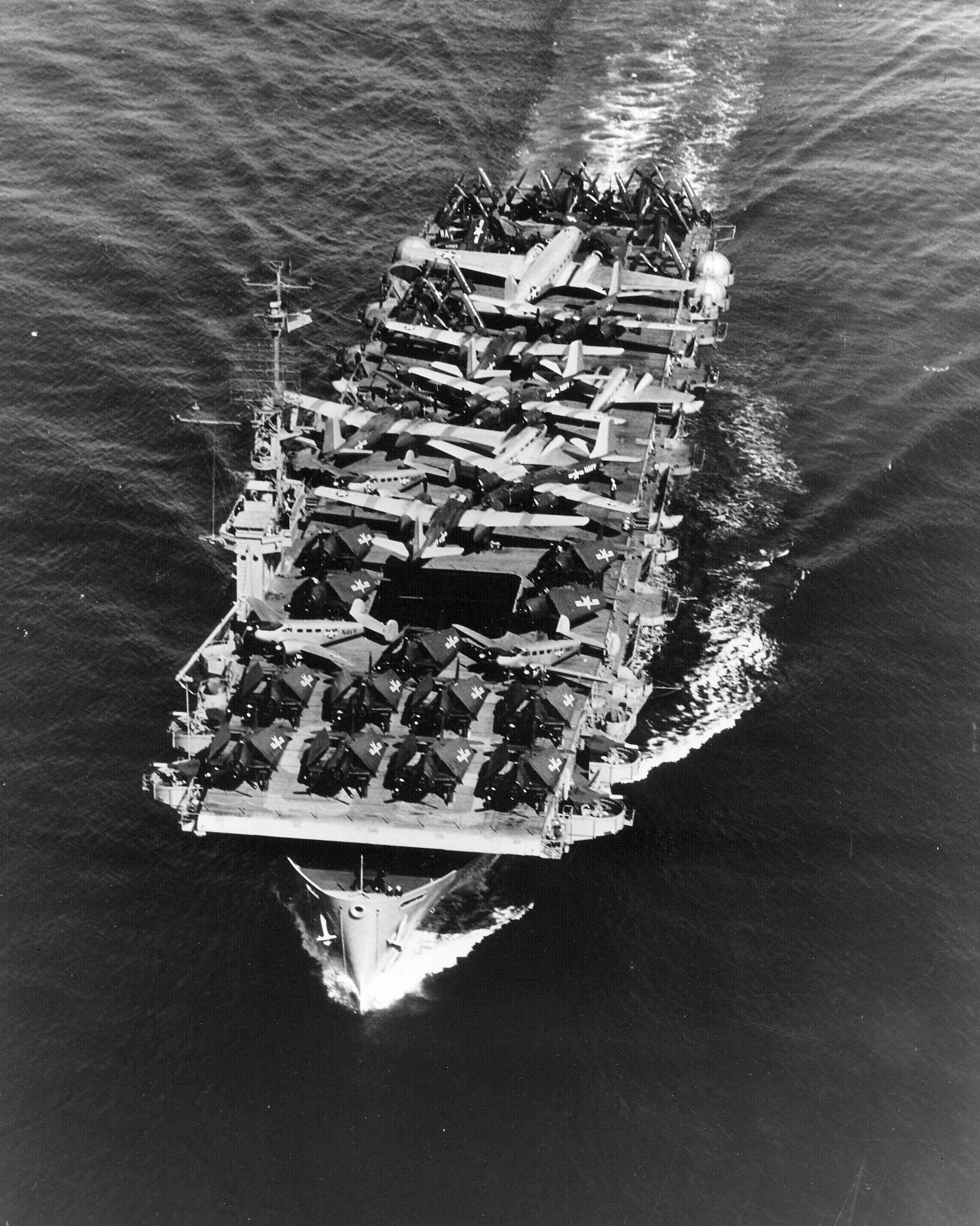
USS Sitkoh Bay transportant des avions dans les années 1950.
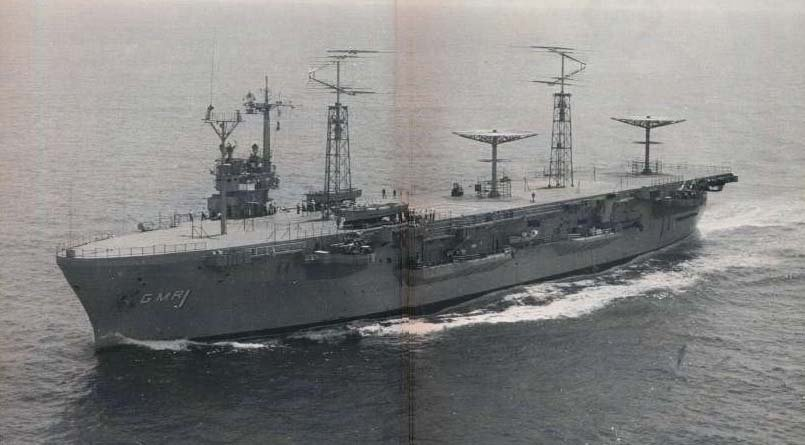
USS Annapolis.